# LKM V 30 C
Die Baureihe V 30 C waren dieselhydraulische Lokomotiven vom Lokomotivbau Karl Marx Babelsberg.

## Geschichte
Für die Indonesische Staatsbahn baute LKM eine Serie von zwanzig Lokomotiven in Kapspur. Die Baumusterlok wurde, um sie im Inland erproben zu können, meterspurig ausgeführt und mit Ausgleichskupplungen nach den Normen der Schmalspurbahnen im Harz ausgerüstet. Sie kam ab dem 2. Februar 1966 zur Erprobung auf die Harzquerbahn. Auch auf der Brockenbahn kam die Lok zum Einsatz, zum Beispiel wurden sämtliche Bremstests im Bahnhof Schierke durchgeführt. Nach Beendigung der Versuche ging die Lok zu einer Probezerlegung zurück an das Herstellerwerk. Einige Jahre danach stand die Lok ungenutzt auf dem Firmengelände in Babelsberg, ehe sie am 16. Dezember 1970 von der Deutschen Reichsbahn übernommen und nun hauptsächlich im Bauzugdienst auf den Schmalspurbahnen im Harz (Brockenbahn, Harzquerbahn und Selketalbahn) eingesetzt wurde. Ihre Betriebsnummer wechselte mehrmals: Als V 30 001 gebaut, wurde sie unter der EDV-Nummer 103 901-5 in den Lokomotivpark eingereiht. Ab 1973 erhielt sie wie alle Schmalspurdiesellokomotiven die neue Baureihenbezeichnung 199, nun als 199 301-3. 1994 war für diese Lokomotive noch die neue DB-Nummer 399 130-4 vorgesehen.
Die Harzer Schmalspurbahnen (HSB) haben derzeit allerdings keine Verwendung für diesen Einzelgänger, so dass die Lok seit 1997 von einer Ausbesserung zurückgestellt und im Lokschuppen in Ilfeld abgestellt ist.
Zwei Schwesterlokomotiven, die C 300.11 und die C 300.12 sind im Transportmuseum des 100 Hektar großen Themenpark und Freilichtmuseum Taman Mini Indonesia Indah  in Jakarta auf der indonesischen Insel Java erhalten geblieben. Nach Angaben der Homepage des Freundeskreis Selketalbahn sind noch drei weitere Lokomotiven (C 300.01, 04 und 20)  im Depot Tanah Abang nicht betriebsfähig vorhanden.

## Konstruktion
Der Innenrahmen besteht aus 20-mm-Stahlblech (Serienloks: 25 mm), die Stirnseiten sind 30 mm stark. Auf dem Rahmen befindet sich der Maschinenvorbau, der komplett zerlegbar ist. Der doppelwandige Führerstand ist schall- und wärmeisoliert. Das Fahrwerk besteht aus drei gleitgelagerten Radsätzen, wobei der mittlere eine Spurkranzschwächung besitzt.
Der Prototyp besaß ursprünglich einen Maybach-Dieselmotor sowie ein Zweiwandler-Strömungsgetriebe L203 von Voith (Heidenheim). Vor der Übernahme durch die DR wurde der Motor durch einen Sechszylindermotor Typ 6VD 18/15-A1 vom Dieselmotorenwerk Schönebeck mit einem Abgasturbolader des VEB Elbe-Werk Roßlau ersetzt, in dieser Konstellation hatte die Lok eine Leistung von 330 PS. Das Strömungsgetriebe wurde gegen ein GSU 20/4,2 vom VEB Turbinenfabrik Dresden ausgetauscht. Mitte der 1980er erhielt die Lok nach einem Motorschaden einen 220-PS-Saugmotor, dadurch verlor die Maschine einen großen Teil ihrer Leistung. Die Kraftübertragung erfolgt mit dem Zweiwandler-Strömungsgetriebe auf eine Blindwelle. Diese treibt die Radsätze über Treib- und Kuppelstangen an.

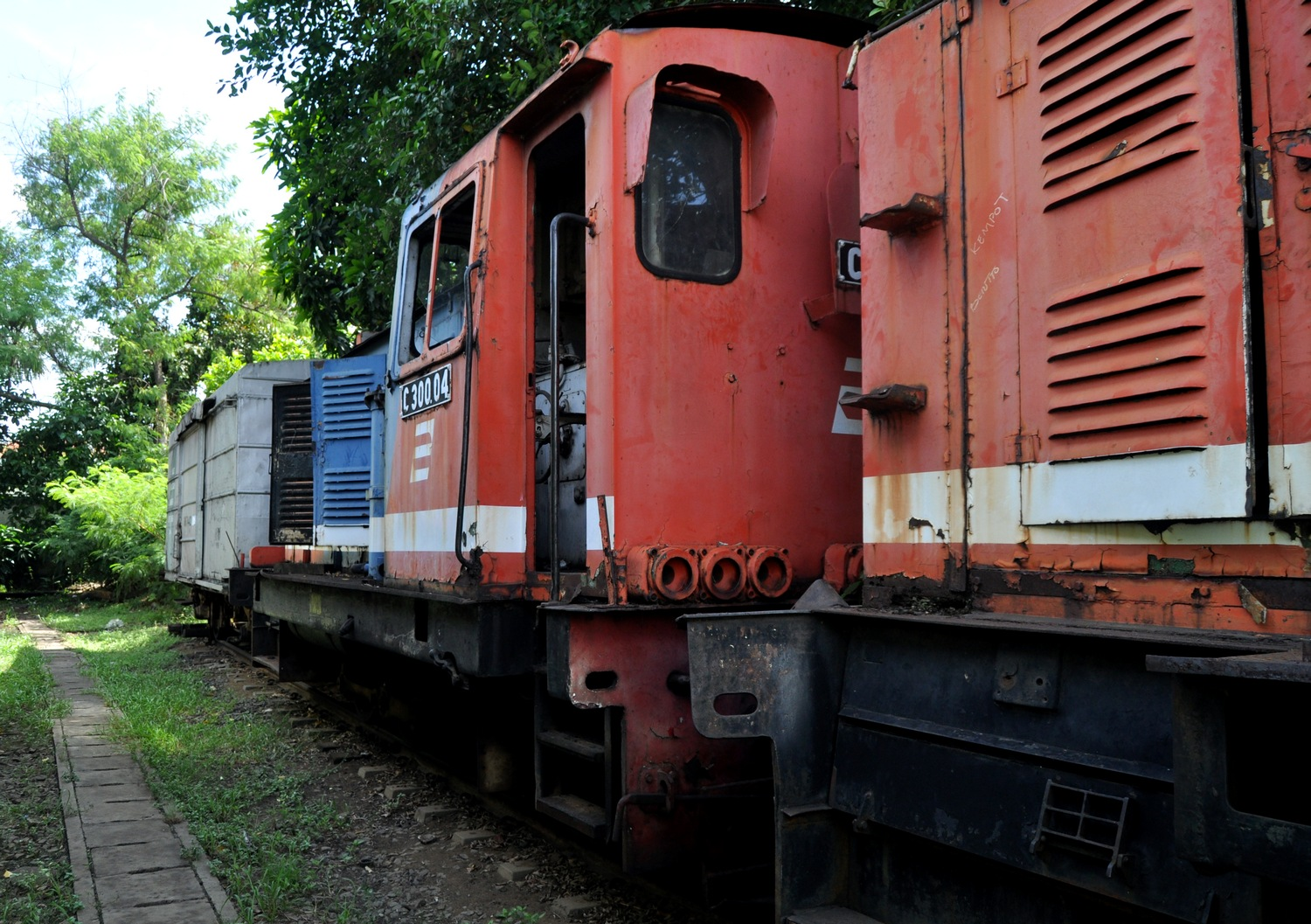
C 300-04 in Tanahabang (2011)
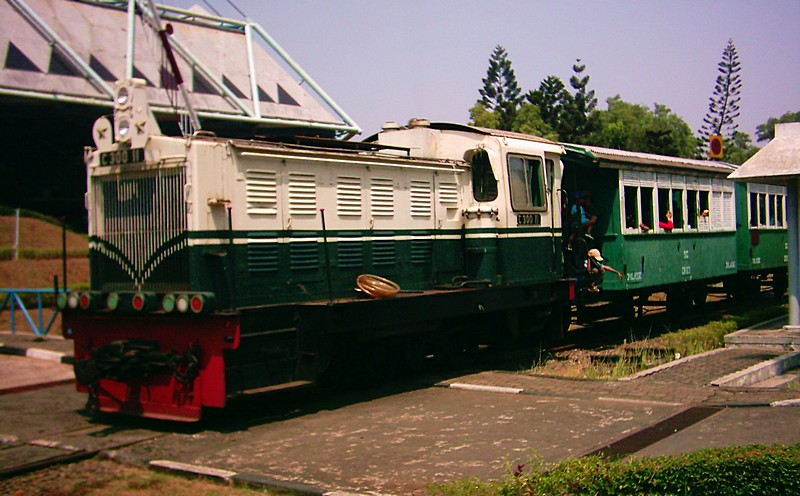
C 300-11 in Jakarta (2004)
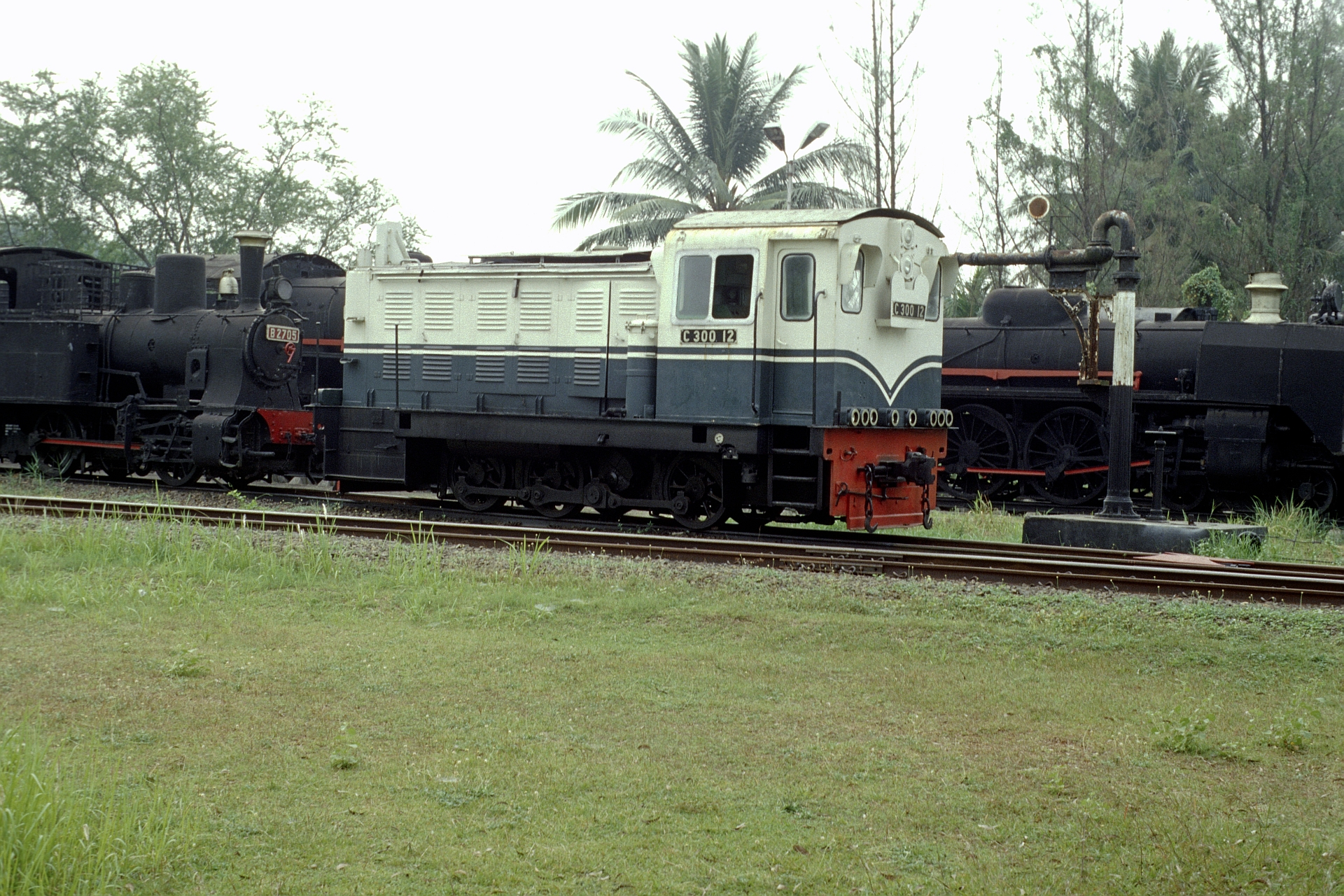
C 300-12 in Jakarta (2002)